# Monte Roberto
Monte Roberto és un comune (municipi) de la província d'Ancona, a la regió italiana de les Marques, situat a uns 35 quilòmetres al sud-oest d'Ancona. A 1 de gener de 2019 la seva població era de 3.059 habitants.
Monte Roberto limita amb els següents municipis: Castelbellino, Cupramontana, Jesi, Maiolati Spontini i San Paolo di Jesi.